# Dickinson W. Richards
Dickinson Woodruff Richards (Orange, EUA 1895 - Lakeville 1973) fou un metge estatunidenc guardonat amb el Premi Nobel de Medicina o Fisiologia l'any 1956.

## Biografia
Va néixer el 30 d'octubre de 1895 a la ciutat d'Orange, població situada a l'estat nord-americà de Nova Jersey. Va iniciar els seus estudis universitaris a la Universitat Yale, on es graduà l'any 1917 en anglès i grec. Després de participar en la Primera Guerra Mundial com a instructor d'artilleria a França va continuar els estudis a la Universitat de Colúmbia, on es llicencià en medicina l'any 1922, cosa que li permeté entrar a treballar a l'Hospital Presbiterià de la ciutat de Nova York.
Entre el 1947 i el 1961 fou catedràtic de cirurgia a la Universitat de Colúmbia. Morí el 23 de febrer de 1973 a la seva residència de Lakeville, població situada a l'estat de Connecticut.

## Recerca científica
L'any 1927 viatjà fins a Londres per formar part de l'Institut Nacional de Recerca Mèdica, treballant sota les ordres de Henry Dale en el control de la circulació del fetge.
Durant la seva estada a l'Hospital Presbiterià de Nova York inicià la seva recerca sobre la circulació pulmonar sota les ordres de Lawrence Henderson, així com les seves col·laboracions amb el francès André Frédéric Cournand. A partir d'aquell moment orientà la seva recerca, juntament amb el metge francès, en el desenvolupament d'una tècnica de cateterització del cor que va facilitar la diagnosi de cardiopaties congènites.
L'any 1956 fou guardonat amb el Premi Nobel de Medicina o Fisiologia pel desenvolupament de l'ús del catèter cardíac, premi compartit amb André Frédéric Cournand i l'alemany Werner Forssmann.